# Zdeněk Šreiner
Zdeněk Šreiner (Ostrava, 2 giugno 1954 – 28 novembre 2017) è stato un calciatore cecoslovacco, di ruolo centrocampista.

## Carriera
A livello di club, Zdeněk Šreiner ha militato tra le file del Baník Ostrava dal 1976 al 1987, con cui ha vinto per due volte il Campionato cecoslovacco, per una volta la Coppa di Cecoslovacchia e per tre volte la Coppa Piano Karl Rappan, progenitrice della Coppa Intertoto.
Con la Nazionale cecoslovacca ha preso parte a 6 partite amichevoli, esordendo il 24 settembre 1980 a Chorzów contro la Polonia. Šreiner è stato anche convocato per i Giochi Olimpici di Mosca 1980, dove la Cecoslovacchia si aggiudicò la medaglia d'oro.

## Statistiche

### Cronologia presenze e reti in Nazionale
| Cronologia completa delle presenze e delle reti in nazionale ― Cecoslovacchia | Cronologia completa delle presenze e delle reti in nazionale ― Cecoslovacchia | Cronologia completa delle presenze e delle reti in nazionale ― Cecoslovacchia | Cronologia completa delle presenze e delle reti in nazionale ― Cecoslovacchia | Cronologia completa delle presenze e delle reti in nazionale ― Cecoslovacchia | Cronologia completa delle presenze e delle reti in nazionale ― Cecoslovacchia | Cronologia completa delle presenze e delle reti in nazionale ― Cecoslovacchia | Cronologia completa delle presenze e delle reti in nazionale ― Cecoslovacchia |
| Data                                                                          | Città                                                                         | In casa                                                                       | Risultato                                                                     | Ospiti                                                                        | Competizione                                                                  | Reti                                                                          | Note                                                                          |
| ----------------------------------------------------------------------------- | ----------------------------------------------------------------------------- | ----------------------------------------------------------------------------- | ----------------------------------------------------------------------------- | ----------------------------------------------------------------------------- | ----------------------------------------------------------------------------- | ----------------------------------------------------------------------------- | ----------------------------------------------------------------------------- |
| 24-9-1980                                                                     | Chorzów                                                                       | Polonia                                                                       | 1 – 1                                                                         | Cecoslovacchia                                                                | Amichevole                                                                    | -                                                                             |                                                                               |
| 8-10-1980                                                                     | Praga                                                                         | Cecoslovacchia                                                                | 0 – 1                                                                         | Germania Est                                                                  | Amichevole                                                                    | -                                                                             | 46’                                                                           |
| 11-11-1981                                                                    | Buenos Aires                                                                  | Argentina                                                                     | 1 – 1                                                                         | Cecoslovacchia                                                                | Amichevole                                                                    | -                                                                             | 70’                                                                           |
| 9-3-1982                                                                      | Mendoza                                                                       | Argentina                                                                     | 0 – 0                                                                         | Cecoslovacchia                                                                | Amichevole                                                                    | -                                                                             |                                                                               |
| 26-10-1983                                                                    | Praga                                                                         | Cecoslovacchia                                                                | 1 – 2                                                                         | Bulgaria                                                                      | Amichevole                                                                    | -                                                                             | 46’                                                                           |
| 28-3-1984                                                                     | Erfurt                                                                        | Germania Est                                                                  | 2 – 1                                                                         | Cecoslovacchia                                                                | Amichevole                                                                    | -                                                                             |                                                                               |
| Totale                                                                        |                                                                               | Presenze                                                                      | 6                                                                             |                                                                               | Reti                                                                          | 0                                                                             |                                                                               |

## Palmarès

### Club
- Campionati cecoslovacchi: 2

Banik Ostrava: 1979-1980, 1980-1981
- Coppa di Cecoslovacchia: 1

Banik Ostrava: 1977-1978
- Coppe Piano Karl Rappan: 3

Banik Ostrava: 1976, 1979, 1985

### Nazionale
- Oro olimpico: 1

Mosca 1980